# Geelvlekjachtkogelspin
De geelvlekjachtkogelspin (Euryopis flavomaculata) is een spinnensoort in de taxonomische indeling van de kogelspinnen (Theridiidae).
Het dier komt uit het geslacht Euryopis. Euryopis flavomaculata werd in 1836 beschreven door Carl Ludwig Koch.